# Danna Paola
Danna Paola Rivera Munguía (n. 23 iunie 1995, Ciudad de México, Mexic) este o cântăreață și actriță mexicană.

## Biografie
Danna Paola este fiica lui Juan José Rivera Arellano și a Patriciei Munguía. Părinții ei au divorțat când Danna era copil. Ea are o soră mai mare, Vania.